# 施姬 (陈宣帝)
施氏（551年—609年），南北朝南陈末年人，南朝陳宣帝陳顼的妃子。
施氏是京兆郡长安县人，父亲施绩，为始兴王陳叔陵左常侍。为陳顼先后生有两男一女：临贺王陈叔敖、沅陵王陈叔兴、宁远公主（隋文帝的宠妃宣华夫人）。陳顼死后，随大儿子生活，拜为临贺太妃。陈亡，随陈国皇族一起入隋。隋炀帝时（大业五年八月十一日），在长安颁政里去世，年59岁。